# Medio San Juan
Medio San Juan, comúnmente llamado Andagoya, es un municipio de Colombia, situado en el noroeste del país, en el departamento de Chocó.
Se sitúa a 75 km de la capital departamental, Quibdó. El municipio limita por el norte con Istmina y Condoto, por el sur con Istmina, por el este con Nóvita y Condoto, y al oeste con Istmina. Fue convertido en municipio el 20 de julio de 2000. 

## Geografía

### Descripción física
El Municipio del Medio San Juan está ubicado en la costa pacífica colombiana, hacia el centro sur del departamento del Chocó, enmarcado dentro de las siguientes coordenadas geográficas 4º 31’ Latitud Norte , 76° 40’ Longitud Oeste y 5º 08’ Latitud Norte – 76° 55’ Longitud Oeste. Se caracteriza por su clima tropical húmedo, con una temperatura promedio de 28 °C. Su geografía es ligeramente quebrada sin mayores accidentes, la topografía está bañada por las aguas de los ríos San Juan, Condoto, Opogodó y Suruco, estos últimos afluentes del primero, a lo cual se suman innumerables quebradas que complementan su inmensa riqueza hídrica. Esta entidad territorial posee una extensión de 620 km², de los 44.935 son del departamento; su ubicación con relación al nivel del mar es de 68 m. 
- Extensión total: 620 km²
- Extensión área urbana: 95 kkm²
- Extensión área rural: 525 km²
- Altitud de la cabecera municipal (metros sobre el nivel del mar): 68 m s. n. m.
- Temperatura media: 32 ℃
- Distancia de referencia: 75 km a Quibdó capital del Departamento

### Límites
- Norte: Istmina y Condoto.
- Sur: Istmina.
- Oriente: Nóvita y Condoto.
- Occidente: Istmina.

## División Político-Administrativa
Además de su Cabecera municipal: Andagoya. Medio San Juan tiene bajo su jurisdicción los siguientes Centros poblados:
- Bebedó
- Chambacú
- Dipurdú de Guásimo
- Fujiadó
- La Rancha
- La Unión
- Noanamá
- Puerto Murillo

## Historia
El municipio de Medio San Juan fue creado el 20 de julio de 2000 mediante Ordenanza 016 de la Asamblea Departamental del Chocó. 

## Ecología
El componente medio ambiental en el Municipio de Medio San Juán, aún no ha sido asimilado por los habitantes, incluso por el sector administrativo quienes subestiman la importancia del mismo y menguan las gestiones tendientes a mejorar, conservar y generar desarrollo de manera racional, es decir, sin deteriorar los ecosistemas. La vulnerabilidad del medio ambiente es inminente en cuanto que no se atiendan los subsistemas.
- Recursos hídricos. Aguas contaminadas debido a la irracional explotación de la minería, tala de bosque o deforestación, alteraciones en el drenaje, cambios en el subsuelo ya sea por la erosión o por la pequeña minería, de igual manera por la destrucción de organismos acuáticos debido a la abundancia de grasas y aceites, yodo entre otros.
- Destrucción del suelo a causa de la desmedida sedimentación, remoción de vegetales, migración de animales, las continuas erosiones, generación de inestabilidad para modificar el paisaje; todo a causa de las múltiples expectativas de desarrollo, el incremento de costo de vida y el ansia de poder visto desde la riqueza ocasional.
- Contaminación y degradación del medio ambiente. El medio ambiente requiere un manejo especial y racional;  sin embargo, la población humana se ve abocada a desastres naturales y muchos otros fenómenos naturales; se presenta el manejo inadecuado de residuos sólidos, líquidos, pérdida de biodiversidad que contaminan el suelo. A lo anterior se le suma el deterioro de la calidad de vida humana a falta de espacio público, viviendas adecuadas, servicios públicos deficientes e inexistentes como acueductos, alcantarillado amén de los altos costos adquisitivos y la exposición a riesgo de todo tipo (naturales, antro picos) que redundan en la baja valoración no solo social sino también económica de los recursos naturales; pues la falta de conciencia o sentido de pertenencia subestima el medio ambiente como fuente de vida.

## Demografía
- N.º de habitantes en la cabecera: 5112
- N.º de habitantes en el sector rural: 9782
- Total: 14894

## Economía
La Minería, la agricultura y la pesca son los tres factores que mueve económicamente al Municipio, al igual que el comercio de granos y abarrotes en menor escala.

## Festividades
- Fiestas del Sagrado Corazón de Jesús, en Andagoya, cabecera municipal.
- Campeonato Amistades del San Juan.
- Encuentro de Alabados.

## Vías de comunicación
- Aéreas:

El  Municipio de Medio San Juan cuenta con servicio del Aeropuerto Mandinga desde el municipio de Condoto, ubicado a 20 minutos en moto o en carro.
- Terrestres:

El Transporte Terrestre cuenta con varias empresas  transportadoras, como Transpacifico y Cootransanjuan desde  Quibdó, Flota occidental desde Pereira y Empresa  Arauca desde Cali, las dos hasta Istmina respectivamente, la vía terrestre desde  Istmina  hasta Andagoya es una vía parcialmente  pavimentada.
- Fluviales:

El Municipio de Medio San Juan cuenta con servicio de lancha en una gran extensión sobre el río San Juan; el desplazamiento hacia la zona rural es 99% en lancha, el servicio es permanente y se destacan las lanchas rápidas que viajan hasta Calima en el Valle del Cauca.